# 周嘉莉
周嘉莉（英文名：Rachel Chau Kar Lei)
1990年7月22日—），前香港亞洲電視女藝員，曾任《六合彩》及《馬場大召集》節目主持，曾參選2011年亞洲小姐競選並代表香港區勇奪最高人氣獎

## 簡歷
2011年透過TVB周刊CoverGirl選舉加入演藝圈，曾參選2011年亞洲小姐競選，獲「最想撻著佳麗」獎，之後成為亞洲電視藝員，主持多個亞視節目，包括《微播天下》、《微電影》、《亞洲星空下》、《ATV每日一歌》、《漫遊嶺南綠道》、《蔡瀾亞洲一樂也》、《亞姐睇樓》、《星動亞洲》、《開心詞堂》、《通識小學堂》、《馬場大召集》、《六合彩》等。
而《馬場大召集》及《六合彩》則主持至2014年。
周嘉莉自2013年4月起接替戚黛黛擔任六合彩主持，形象入屋。在主持六合彩以來，曾發生攪珠結果與電視螢幕顯示的中獎號碼有出入，幸好周嘉莉隨機應變讀出正確的中獎號碼。
2017年12月，周嘉莉接受訪問時透露兩隻狗狗都是收養回來的，十二歲的白威狗女「番薯」曾經是狗場的繁殖狗，十歲的貴婦狗仔「牙牙」則是由朋友轉贈。兩隻愛犬皆已踏進老年，身體陸續出現大大小小的病痛，但她不願意牠們再接受手術的治療，承受開刀的危險和痛楚，唯一令她遺憾的，就是未能為兩隻狗狗留下一點血脈。

## 演出作品（亞洲電視）
- 2012《漫遊嶺南綠道》
- 2012《蔡瀾亞洲一樂也》
- 2012《ATV亞洲星光大道星級舞鬥》
- 2012《亞姐睇樓》
- 2012《光輝歲月（亞洲電視55周年台慶啟動）5．29》
- 2013《微播天下》
- 2013《周年台慶啟動禮》
- 2013《微電影》
- 2013《2012 ATV亞洲小姐競選總決賽》間場主持
- 2013《ATV與你跨越2013》
- 2014《我要上ATV春晚》
- 2014《每日一歌》
- 2014《星動亞洲》
- 2014《開心詞堂》
- 2014《通識小學堂》
- 2014《2014年亞洲先生競選總決賽》前奏主持
- 2014《星河展現‧濠江情》[7]
- 2013－2014《六合彩》
- 2014《馬場大召集》

## 演出作品（有線電視）
- 2015《3S放大假》

## 演出作品（微電影）
- 2017 《媽媽，生日快樂》 -女主角
- 2017 《爸爸，對不起》 - 女主角
- 2017 《良知》- 女主角
- 2018 《酒店女強人》- 女主角
- 2018 《雙龍鬥》- 女主角

## 演出作品（無綫電視）
- 2021 《愛回家之開心速遞》 飾 雷公女朋友[8]
- 2022 《美麗戰場》 飾 威爺另一半（前五集）[9]

## 廣告
- 2014 碧桂園十里銀灘廣告雜誌
- 2014 播放至今 御藥堂產品廣告女主角（檸檬消脂特飲&特濃消脂咖啡）

## 代言人
- 2016 第一信用財務 （財務公司代言人）
- 2017 雙龍汽車 （金孚汽車品牌）
- 2018 PURE DERMA（美容中心代言人）

## 外部連結
- 周嘉莉的Facebook專頁
- 周嘉莉的新浪微博